# Grand corps
Das Grand corps ist eine französische Form des Korsetts oder ein höfisches Mieder, das im 18. Jahrhundert dem Adel vorbehalten war.

## Beschreibung
Das Grand corps war steifer als gewöhnliche Varianten und schränkte das Atmen, Essen und die Bewegungsfreiheit der Arme ein. Es durfte regulär nur von höchsten französischen Prinzessinnen getragen werden.
Durch Marie-Antoinette von Österreich-Lothringen erlangte das Grand corps Bekanntheit. Am Hof von Versailles waren Mieder mit Korsettstäben aus Fischbein üblich, doch Marie-Antoinettes Stellung erforderte das Tragen eines Grand corps, das besonders fest geschnürt wurde. In der Bekleidungssymbolik des Hofes drückte die Steifheit, die das Grand corps verlieh, höchste Vornehmheit aus. Die Marquise Lucy de La Tour du Pin, eine Hofdame, beschrieb das Grand corps in ihren Memoiren als „ein speziell angefertigtes Korsett, ohne Träger, am Rücken geschnürt, aber eng genug, dass die Schnürung, vier Finger breit an der Unterseite, einen Blick erlaubte auf ein Unterhemd aus so feinem Batist, dass es jedem sofort auffallen würde, wenn die Haut darunter nicht ausreichend weiß wäre“. Die Brust war vollständig freigelegt. Die Marquise bezeichnete ihre eigenen Erfahrungen mit dem Grand corps als „extrem lästig und ermüdend“. Als Marie-Antoinette das Tragen dieses Korsettes ablehnte und stattdessen die Varianten mit mehr Bewegungsfreiheit bevorzugte, die sie aus ihrer Zeit am österreichischen Hof kannte, galt dies laut der Kunsthistorikerin Ingrid Mida als Bruch der Etiquette und führte zu diplomatischen Interventionen bis hin zu Kaiserin Maria Theresia.
Das Kostüminstitut des Museum of Modern Art beschreibt das Grand corps als höfisches Mieder des 18. Jahrhunderts in Frankreich, das Damen des Hofes als Teil einer besonderen Hofkleidung bei formellen Anlässen mit der Königin tragen mussten. Exemplare davon seien äußerst selten, in Frankreich seien keine erhaltenen mehr bekannt.